# Черковна (Тырговиштская область)
Черковна (болг. Черковна) — село в Болгарии. Находится в Тырговиштской области, входит в общину Тырговиште. Население составляет 637 человек (2022).

## Политическая ситуация
В местном кметстве Черковна, в состав которого входит Черковна, должность кмета (старосты) исполняет Айрие Аптулова Чаушева (Движение за права и свободы (ДПС)) по результатам выборов правления кметства.
Кмет (мэр) общины Тырговиште — Красимир Митев Мирев (инициативный комитет) по результатам выборов в правление общины.